# Richard Flanagan
Richard Flanagan (ur. 1961 na Tasmanii) – australijski pisarz, historyk i filmowiec.

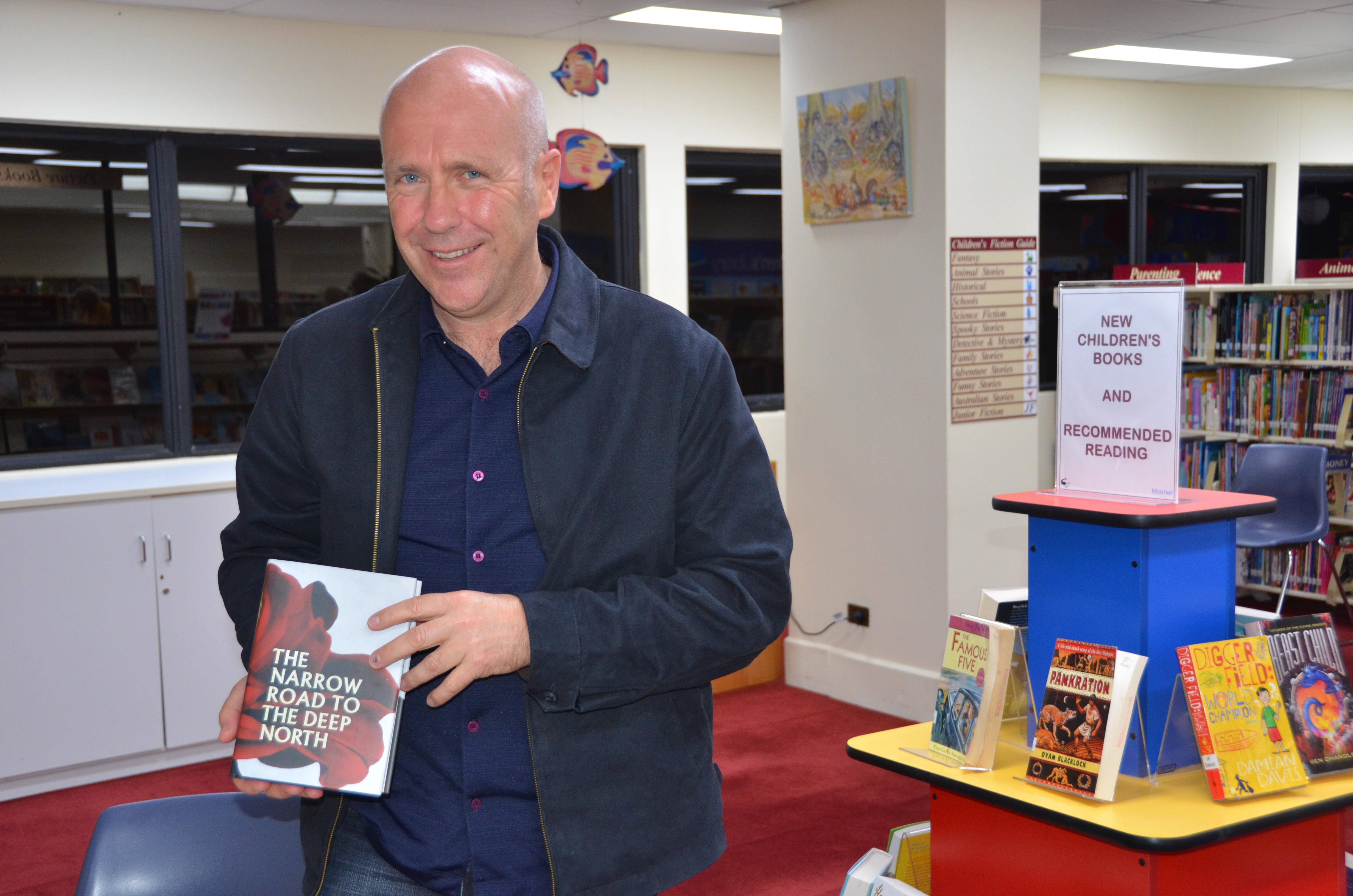
Richard Flanagan w Mosman Library w 2013

Flanagan jest potomkiem irlandzkich zesłańców. Nim debiutował jako prozaik, opublikował cztery książki o tematyce historycznej. Pierwsza jego powieść Śmierć przewodnika rzecznego ukazała się w 1994 roku. W 1997 wydał kolejną Klaśnięcie jednej dłoni, a rok później nakręcił film na jej podstawie Oklaski jednej dłoni. Książka Księga ryb Williama Goulda została przetłumaczona na wiele języków (w tym polski) i nagrodzona prestiżową Commonwealth Writers' Prize. W 2014 roku otrzymał prestiżową nagrodę Man Booker Prize za powieść Ścieżki północy.
Księga ryb Williama Goulda jest powieścią stylizowaną na dziennik autentycznego zesłańca o tym imieniu i nazwisku. Jej akcja rozgrywa się w latach 20. XIX wieku w kolonii karnej założonej na jednej z wysepek nieopodal Tasmanii. Komendant kolonii próbuje na wyspie stworzyć utopijne społeczeństwo, co prowadzi tylko do dalszej eskalacji przemocy wśród skazańców. W dygresyjnej, na wpół zmistyfikowanej powieści, Flanagan rysuje ponurą rzeczywistość pierwszych lat brytyjskiego osadnictwa w Australii.

## Powieści
- Śmierć przewodnika rzecznego (Death of a River Guide 1994; wydanie polskie 2017),
- Klaśnięcie jednej dłoni (The Sound of One Hand Clapping 1997; wydanie polskie 2016),
- Williama Goulda księga ryb. Powieść w dwunastu rybach (Gould's Book of Fish, A Novel in Twelve Fish 2001; wydanie polskie 2004),
- Nieznana terrorystka (The Unknown Terrorist 2006; wydanie polskie 2018),
- Pragnienie (Wanting 2008; wydanie polskie 2017),
- Ścieżki Północy (The Narrow Road to the Deep North 2013; wydanie polskie 2015),
- Pierwsza osoba (First Personn 2017; wydanie polskie 2019).

## Reżyseria
- Oklaski jednej dłoni (The Sound of One Hand Clapping 1998).